# Efeito Bruce
O efeito Bruce, ou bloqueio da gravidez, é a tendência das fêmeas de roedores interromperem suas gestações após a exposição ao cheiro de um macho desconhecido. O efeito foi observado pela primeira vez em 1959 por Hilda M. Bruce, e foi estudado principalmente em ratos de laboratório (Mus musculus). Em camundongos, a gravidez só pode ser interrompida antes da implantação do embrião, mas outras espécies interrompem até mesmo uma gravidez tardia.
O efeito Bruce também é observado em Peromyscus, ratazanas de campo, Dicrostonyx, e também foi proposto, mas não confirmado, em outras espécies não roedoras, como leões e geladas.

## Descoberta
Em um experimento publicado em 1959, a zoóloga Hilda Bruce, do Instituto Nacional de Pesquisa Médica de Londres, alojou camundongos grávidas com camundongos machos que não eram os pais do embrião carregado. Como resultado, a taxa de abortos aumentou, seguida de acasalamento com o novo macho. Nenhuma taxa aumentada de abortos espontâneos ocorreu quando camundongos grávidas foram emparelhados com camundongos machos castrados ou jovens. O efeito permaneceu quando os ratos machos foram mantidos fora da vista ou audição das fêmeas. Isso sugeria que as fêmeas distinguiam os machos pelo cheiro. Para testar essa hipótese, Bruce e seu colega Alan Parkes recrutaram perfumistas para cheirar pedaços de tecido das gaiolas dos ratos. Os perfumistas podiam distinguir os cheiros de diferentes linhagens de camundongos.

## Mecanismos de ação

### Detecção de feromônios
O sistema vomeronasal serve como uma “bomba vascular” que, estimulada pela presença de um novo homem, atrai ativamente substâncias. A urina de camundongo macho contém peptídeos MHC classe I que se ligam a receptores no órgão vomeronasal feminino, uma estrutura cheia de muco no septo nasal. Esses sinais químicos, específicos de cada macho, são aprendidos pela fêmea durante o acasalamento, ou logo após. O hormônio vasopressina é crucial para acoplar um sinal quimiossensorial a uma resposta fisiológica apropriada. Quando o gene do receptor 1b da vasopressina é eliminado nas fêmeas, a presença de um macho desconhecido não desencadeia a interrupção da gravidez.